# Теодора Комнина (кралица на Йерусалим)
Вижте пояснителната страница за други личности с името Теодора Комнина.
Теодора Комнина (на гръцки: Θεοδώρα Κομνηνή) е византийска принцеса, племенница на византийския император Мануил I Комнин, и кралица на Йерусалим, съпруга на крал Балдуин III. След смъртта на съпруга си Теодора става любовница на византийския император Андроник I Комнин.

## Произход
Родена е около 1145 г. във Византийска империя. Дъщеря е на севастократор Исак Комнин и втората му съпруга Ирина Синадина. Исак Комнин е трети син на император Йоан II Комнин и унгарската принцеса Пирошка Арпад и е по-голям брат на император Мануил I Комнин. Въпреки че е по-голям брат на император Мануил I, бащата на Теодора не заема византийския престол по желание на император Йоан II Комнин, който посочва преди смъртта си за свой наследник по-малкия си син Мануил и лишава Исак от престолонаследие. Вместо с императорска титла, Исак е почетен с титлата севастократор.
Император Мануил I Комнин използва Теодора и сестрите ѝ за уреждане на политическите отношения на Византия със съседните ѝ държави. Така сестрата на Теодора, Мария Комнина, се омъжва за унгарския крал Ищван IV, а другата ѝ сестра Евдокия Комнина, е омъжена за Гийом VIII, лорд на Монпелие.

## Кралица на Йерусалим
През 1153 г. властта на Йерусалимското кралство преминава в ръцете на крал Балдуин III, който поема управлението от майка си – кралицата регент Мелисенда Йерусалимска. Тъй като Балдуин III не е женен, през 1157 г. е решено, че за съпруга трябва да му бъде избрана някоя от принцесите в двора на Византия, която по това време е най-силната държава в Източното Средиземноморие. Чрез този династичен съюз в Йерусалим се надяват да сключат съюз в могъщата Източна империя и по този начин да привлечат нейните огромни финансови и военни сили в борбата им срещу султана на Сирия Нур ад-Дин, най-силния противник на Йерусалимското кралство.
След като бароните решават да уредят брак на краля с византийка, за Константинопол заминава делегация начело с Атард, епископ на Назарея, Хъмфри II Тиронски, Йоселин Писелий и Вилхем дьо Бери, които да уговорят условията за сключването на планирания династичен брак. Делегацията остава в Константинопол около година, но накрая е постигнато споразумение, според което съпруга на Балдуин III става племенницата на император Мануил I, Теодора. По това време тя е на около 12 – 13 години, но вече се слави с голямата си красота. Зестрата на Теодора е определена на 100 000 перпера, а Вилхелм дьо Бери изчислява, че екстравагантната ѝ сватбена одежда струва поне още 14 000 перпера. От годеника си Теодора получава град Акра, който ѝ се определя като пожизнено владение в случай, че Балдуин III умре бездетен.
Теодора пристига в Йерусалим през септември 1158 г. Балдуин III и Теодора са венчани от Еймъри дьо Лиможе, латински патриарх на Антиохия. След сватбата си Балдуин III, който е известен с фриволния си начин на живот, се превръща във верен и послушен съпруг. Бракът обаче се оказва кратък и бездетен. Кралят умира няколко години по-късно, през 1162 г., оставяйки 16-годишната Теодора вдовица. Според предбрачния договор Теодора получава град Акра като лично владение.

## Любовница на Андроник I Комнин
През 1166 г. родственикът на Теодора, Андроник Комнин, който е първи братовчед на баща ѝ, посещава Йерусалимското кралство и получава титлата лорд на Бейрут от наследника на Балдуин III, Алмарих I. Теодора пристига в Бейрут по покана на Андроник, след което и двамата бягат в Дамаск или, както се изразява Вилхелм дьо Бери, Андроник похитил Теодора в съучастие със султан Нур ад-Дин. Това вероятно не е похищение в истинския смисъл на думата, като се има предвид, че Андроник Комнин вече е бил женен и е имал любовна връзка с Филипа, сестра на Боемунд II Антиохийски, както и със съпругата на император Мануил I, Мария Антиохийска, и както изглежда, бягайки в Сирия, той се опитва да избяга от гнева на византийския император, който не одобрява тези кръвосмесителните връзки на Андроник. След бягството на Теодора и Андроник при Нур ад-Дин град Акра отново преминава в ръцете на Йерусалимския крал, който, за да спаси съюза с Византия, се жени за Мария Комнина.
В Дамаск Теодора ражда на Андроник две деца, Алексий и Ирина, въпреки че той е отлъчен от църквата. Освен това Андроник и Теодора посещават Багдад, а по-късно се установяват в Иконийския султанат, където Андроник получава управлението на една крепост в Пафлагония.
Няколко години по-късно Теодора и децата ѝ са заловени и са отведени при император Мануил I в Константинопол. Императорът задържа Теодора и децата ѝ, за да принуди Андроник отново да се подчини на Византия. Императорът успява и през 1180 г. Андроник се завръща в Константинопол, за да засвидетелства верността си към Мануил I.
Няма сведения, че Теодора и Андроник Комнин възстановяват връзката си, след като той става император през 1183 г. По това време дъщеря им Ирина е омъжена за Алексий, незаконен син на император Мануил I Комнин и Теодора Ватацина. Също така Теодора убеждава Андроник да плати откуп за племенника ѝ Исак, бивш византийски управител на Исаврия, който попаднал в арменски плен. Андроник плаща откупа, но по-късно се разкайва, тъй като Исак въстава срещу императора и отцепва остров Кипър от централната власт.

## Съвпадения на имената
Съществува и друга Теодора Комнина, омъжена за Боемунд III Антиохийски, която е сестра на кралица Мария Комнина Йерусалимска. Трета Теодора Комнина е омъжена за австрийския херцог Хайнрих II и е майка на Леополд V Бабенберг.